# Борисова, Зинаида Петровна
Зинаида Петровна Борисова (род. 28 августа 1982) — российская самбистка и дзюдоистка, призёр чемпионатов России по самбо и дзюдо, чемпионка Европы по самбо, мастер спорта России международного класса. Воспитанница Отара Кацанашвили.

## Спортивные достижения
- Чемпионат России по дзюдо 2005 года — ;
- Чемпионат России по самбо среди женщин 2007 года — ;
- Чемпионат России по самбо среди женщин 2008 года — ;
- Чемпионат России по самбо среди женщин 2010 года — ;
- Чемпионат России по самбо среди женщин 2012 года — ;
- Чемпионат России по самбо среди женщин 2013 года — ;